# 컴버놀드

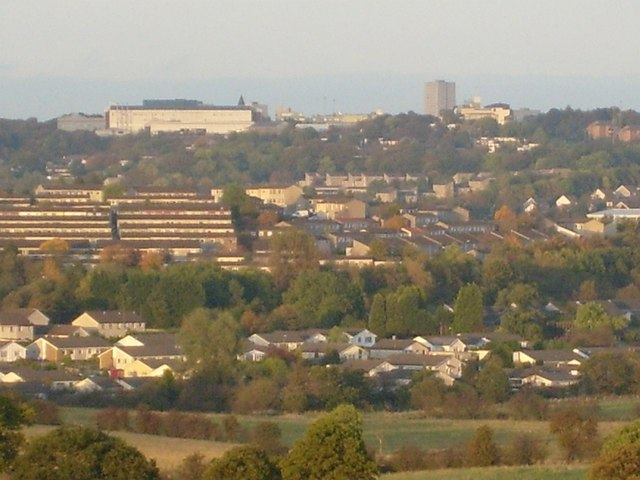
컴버놀드

컴버놀드(영어: Cumbernauld, 스코트어: Cummernaud, 스코틀랜드 게일어: Comar nan Allt)는 스코틀랜드 노스래너크셔에 위치한 도시로 인구는 52,270명(2011년 기준)이다. 1955년 12월 9일에 신도시로 지정되었으며 1956년에 건설이 시작되었다.